# Шейковский, Александр Иванович
Александр Иванович Шейковский (21 октября 1880 — 9 июля 1933, Стамбул) - русский и советский морской офицер. Капитан 1-го ранга. Командующий Красного флота УССР (03.1919-08.1919), саботажник. Перешел на сторону ВСЮР, в 1920 году эмигрировал.

## Биография
Его отец, Иван Иванович Шейковский (1836–1897), происходил из оберофицерских детей и сумел выслужиться по интендантской части военного ведомства, получив чин действительного статского советника.  
Родился 21 октября 1880 года, 30 января следующего года был крещен в петербургской церкви Входа Господня в Иерусалим у Лиговского канала.. На военной службе с 1899 года. Окончил Морской кадетский корпус 6 мая 1902 унтер-офицером, 3-м по успеваимости на курсе. Знал английский язык. Произведен в мичманы 6 мая 1902 года. Окончил Штурманский офицерский класс в 1903 году. Зачислен в штурманские офицеры: 2 разряда (1903), 1 разряда (1906).  
На крейсере II ранга "Новик": вахтенный офицер ( 08.09.1902 - 29.08.1903), штурманский офицер (29.08.1903 - 07.08.1904).   
Участник Русско-японской войны  Лейтенант "за отличие в делах против неприятеля" (29.11.1904 ) со старшинством  в чине с ( 26.11.1904).   

### В Морском кадетском корпусе
Младший отделенный начальник (04.11.1906 - 17.06.1910) , флагманский штурманский офицер Штаба. Начальника Отдельного отряда судов назначенных для плавания с Корабельными Гардемаринами (1909 - 1910), старший отделенный начальник (17.06.1910 - 07.01.1913). Старший лейтенант "за отличие по службе" (06.12.1909), со  старшинством в чине с (14.04.1912). Исполняющий должность флагманского штурманского офицера Штаба Командующего Учебного отряда Морского Корпуса (1912). 
Старший офицер учебного судна "Воин" (07.01.1913 - 1914).  Капитан  2 ранга (14.04.1913). Старший отделенный Начальник Морского Е.И.В. Наследника Цесаревича Корпуса (25.08.1914 - 1915). Начальник дивизиона учебных судов Учебного Отряда Морского Е.И.В. Наследника Цесаревича Корппуса (1915 - 1916) , Командир учебного судна " Муссон " (01.06.1915 - 1916) . Ротный Командир Морского Е.И.В. Наследника Цесаревича Корпуса (18.05.1915 -1916) .

### В Первую мировую войну и Гражданскую войну
Флагманский штурманский офицер Штаба Командующего флотилией Северного Ледовитого океана ( 21.12.1916 - 1917).  Капитан 1-го ранга (28.06.1917). Командир крейсера "Аскольд" (04.07.1917 - 1918).
Командующий Красного флота УССР (28.03.1919-08.1919). 29 марта 1919 красные заняли Очаков, 2-6 апреля французы и греки оставили Одессу. 28 марта 1919 была учреждена должность командующего Красным Черноморским флотом, и на неё был назначен военмор Шейковский А. И., 26 апреля были сформированы органы управления. 3 апреля начальник и комиссар Морского управления Н. Коваленко произвёл доклад в Народный комиссариат по военным делам Украины о состоянии обороны Черноморского побережья и плане создания Красного ЧФ. 28 апреля была  закончена эвакуация французских войск, и во второй половине 29 апреля красные войска вошли в Севастополь. К 1 мая весь Крым, за исключением Керченского полуострова, стал советским. Началось воссоздание Красного Черноморского флота, в котором в июне 1919 года насчитывалось 2700 человек (в Севастополе, Николаеве и Одессе), но боеспособных судов практически не было. Шейковский скрыто симпатизировал  белым и саботировал как ремонт, так позднее и эвакуацию подводной лодки АГ-22 в Николаеве.  К Шейковскому по поручению командира 58-й стрелковой дивизии И. Ф. Федько пришёл начальник Очаковской бригады матросов А. В. Мокроусов. Под угрозой ареста Шейковского, его штаба и команды лодки, он категорически потребовал активных действий «АГ-22». Шейковский вынужден был отдать приказ лодке выйти в лиман и атаковать суда белого отряда капитана 1-го ранга В. И. Собецкого. На словах он сказал Иваненко, что если поход отменить не удастся, то командиру лодки следует израсходовать торпеды "на ветер" и донести при этом о потоплении того или иного корабля.
Осень 1919 года Шейковский открыто перешел на сторону ВСЮР.  Эвакуирован из Крыма в 1920 году из Севастополя на корабле "Константин".
Православный, был женат. На 1916 год детей не имел. В эмиграции владелец лавки в Константинополе. Умер в Турции в Константинополе 9 июля 1933 года (по другим данным в 1935 в Париже).

## Награды[1]
- Знак 200-летия Морского Корпуса
- Орден Св. Станислава 3 степени с мечами и бантом ( 21.04.1904 ) , приказом Наместника Е.И.В. на Дальнем Востоке № 29 от 11.04.1904 г. " За бой 12 го февраля 1904 г. с японскими крейсерами " .
- Орден  Св. Анны 3 степени с мечами и бантом ( 11.10.1904),
- Серебряный орден в память русско-японской войны 1904-1905
- Орден Св. Владимира 4 степени с мечами и бантом ( 02.04.1907 ) ,
- Орден Св. Станислава 2 степени с мечами ( 22.12.1908 ) ,
- Нагрудный знак для защитников крепости Порт-Артур
- Орден Св. Анны 2 степени ( 06.04.1914 )
- Медаль «В память 200-летия морского сражения при Гангуте»
- Подарок с вензелем изображающим Высочайшее Имя ( 30.07.1915 ) .